# 25-я армия (СССР)
25-я армия (25 А) — общевойсковая армия в составе Рабоче-крестьянской Красной армии с 20 июня 1941 по октябрь 1945 на Дальнем Востоке.

## История

### Первое формирование
Сформирована 20 июня 1941 г. в составе Дальневосточного фронта. В неё вошли 39-й стрелковый корпус, 105-я стрелковая дивизия, 106, 107, 108, ПО и 111-й укреплённые районы, артиллерийские и другие части. Выполняла задачу по обороне государственной границы СССР в Приморье.
С 10 августа 1943 г. вошла в состав Приморской группы войск, подчинявшейся до 20 апреля 1945 г. Дальневосточному фронту, затем непосредственно Ставке ВГК.
5 августа 1945 г., получив в свой состав 393-ю стрелковую дивизию, 7-й и 113-й укреплённые районы, 25-я армия вошла в 1-й Дальневосточный фронт. В период Советско-японской войны, в ходе Харбино-Гиринской наступательной операции (август — сентябрь 1945 г.), соединения армии к исходу 10 августа преодолели тактическую зону обороны противника и овладели Дуннинским, Дуньсинь-чженским и Хуньчуньским укреплёнными районами, перерезали дорогу Дуннин — Тумыньцза-Хуньчунь, продвинулись во вражескую оборону на глубину 15—20 км.
11 августа наступавшие войска армии овладели городами Лаохэйшань и Хуньчунь, а 12 августа во взаимодействии с морскими десантами Тихоокеанского флота — портами Юки (Унги) и Расин (Наджин) на восточном побережье Кореи. В связи с успешным развитием наступления в полосе 25-й армии командующий войсками фронта 11 августа передал ей из 5-й армии 17-й стрелковый корпус, из своего резерва 88-й стрелковый, 10-й механизированный корпуса и поставил задачу развивать наступление в юго-западном направлении, перерезать коммуникации японских войск из портов северной Кореи в Центральную и Восточную Маньчжурию, во взаимодействии с кораблями и морской пехотой Тихоокеанского флота освободить города и порты на восточном побережье Кореи. Выполняя эту задачу, войска армии нанесли поражение частям японских 3-й и 34-й армий и освободили города и порты Ванцин (15 августа), Сейсин (16 августа), Ранан и Яньцзи (17 августа) и другие. С 18 по 20 августа 25-я армия разоружала капитулировавшие японские войска. В конце августа соединения армии были передислоцированы в район Пхеньяна.
1 октября 1945 года 25-я армия вошла в состав Приморского военного округа.
К 25 декабря 1948 года 25-я армия была выведена из Кореи.

## Состав армии
(на 3 сентября 1945 года)
На 3 сентября 1945 года — армия в составе 1-го Дальневосточного фронта.
Стрелковые части:
- 17-й стрелковый корпус
  - 187-я стрелковая дивизия
  - 366-я стрелковая дивизия
- 39-й стрелковый корпус: командир - генерал-майор Морозов[3]
  - 40-я стрелковая дивизия
  - 384-я стрелковая дивизия
- 88-й стрелковый корпус: командир - Ловягин, Пётр Ермолаевич, гв. генерал-лейтенант
  - 258-я стрелковая дивизия: командир - полковник Дмитриев, Пётр Васильевич[4]
  - 335-я стрелковая дивизия
  - 386-я стрелковая дивизия
  - 393-я стрелковая дивизия
- 105-я стрелковая дивизия
- 7-й укреплённый район
- 106-й укреплённый район
- 107-й укреплённый район
- 108-й укреплённый район
- 110-й укреплённый район
- 111-й укреплённый район
- 113-й укреплённый район

Части артиллерии:
- 214-я пушечная артиллерийская бригада
- 219-я корпусная артиллерийская бригада
- 220-я корпусная артиллерийская бригада
- 221-я корпусная артиллерийская бригада
- 100-й отдельный артиллерийский дивизион особой мощности
- 1631 истребительно-противотанковый артиллерийский полк
- 53-я минометная бригада
- 42-й гвардейский минометный полк реактивной артиллерии
- 1590-й зенитный артиллерийский полк
- 22-й отдельный зенитный артиллерийский дивизион
- 24-й отдельный зенитный артиллерийский дивизион

Бронетанковые и механизированные войска:
- 72-я танковая бригада
- 209-я танковая бригада
- 259-я танковая бригада
- 28-й отдельный дивизион бронепоездов

Части связи:
- 54-й отдельный ордена Красной Звезды полк связи[5].[6]

## Командование

### Командующий
- Парусинов, Филипп Алексеевич (11.03.1941 — 25.06.1943),
- Максимов, Александр Михайлович (25.06.1943 — 28.06.1945),
- Чистяков, Иван Михайлович (28.06 — 5.09.1945).

### Член Военного Совета
- Лебедев, Николай Георгиевич (15.06.1941 — 3.09.1945),
- Хмельнов, Константин Иванович (17.10.1941 — 1.12.1943),
- Фурсов, Иван Сергеевич (9.07 — 3.09.1945).

### Начальник штаба
- Иванов, Владимир Дмитриевич (11.03.1941 — 24.01.1942),
- Виноградов, Борис Леонидович (24.01 — 24.08.1942),
- Гончаров, Афанасий Дмитриевич (24.08.1942 — 25.05.1944),
- Шанин, Григорий Иванович (25.05.1944 — 28.06.1945),
- Пеньковский, Валентин Антонович (28.06 — 09.1945).

#### Начальник артиллерии
- Макаров, Георгий Андрианович генерал-лейтенант (c 09.08.1945).

#### Начальник инженерных войск
- Николаев, Александр Николаевич полковник (во время Советско-японской войны)[7]